# Sayer Jobe
Sayer Jobe is een Belgisch korfballer.

## Levensloop
Jobe is actief bij AKC. Tevens maakte hij deel uit van het Belgisch nationaal team. Hij nam onder andere deel aan het EK 2018 waar het Belgisch team op de vierde plek strandde.